# Implicit funktion
En implicit funktion är en funktion definierad genom en relation mellan funktionsvärdet y och dess inargument {\displaystyle (x_{1},x_{2},...x_{n})}. En explicit funktion får bara ge ett funktionsvärde (y-värde) för varje argument {\displaystyle (x_{1},x_{2},...x_{n})}, men en implicit funktion kan ge flera y-värden för samma argument och fortfarande kallas för en (implicit) funktion. 
Samtliga inversa funktioner är implicita funktioner. En invers funktion till {\displaystyle f(x)} är definierad som
{\displaystyle y=f^{-1}(x).}
En vanlig metod för att ta fram inversen :{\displaystyle y=f^{-1}(x)} är att använda sambandet {\displaystyle x=f(f^{-1}(x))}. En annan metod, för tvådimensionella funktioner, är att spegla funktionen i linjen y=x för att få inversfunktionens graf.

För det tvådimensionella xy-planet kan vissa implicita funktioner skrivas på formen r(x,y)= C, där C är en konstant. En implicit funktion skriven på denna form för en given konstant C sägs bilda nivåkurvan till uttrycket r(x,y). 
Ett exempel på ett sådant uttryck är enhetscirkelns ekvation 
{\displaystyle x^{2}+y^{2}=1,}
som är nivåytan till uttrycket 
{\displaystyle r(x,y)=x^{2}+y^{2}}.
För det tredimensionella xyz-planet (samt högre dimensioner) kallas implicita funktioner skriven på denna form för nivåytan till uttrycket r.

## Implicita funktionssatsen
En implicit funktion f kan överallt ge ett y-värde för varje givet x-värde. Ett exempel på en sådan implicit funktion är:
{\displaystyle f:x-y=1}
y blir i detta fall funktionsargumentet x minus ett. Eftersom denna implicita funktion överallt ger ett y värde för varje x-värde kan den implicita funktionen skrivas om till explicit form (samt vice versa):
{\displaystyle f:x-y=1\Leftrightarrow y=x-1}
Försöker man däremot göra motsvarande omskrivning för den implicita funktion som beskriver enhetscirkeln; fås två explicita funktioner:
{\displaystyle x^{2}+y^{2}=1\Rightarrow {\begin{cases}y_{1}={\sqrt {1-x^{2}}}\\y_{2}=-{\sqrt {1-x^{2}}}\end{cases}}}
Det är dock möjligt att skriva om enhetscirkelns ekvation som en enda explicit funktion om det sätts vissa begränsningar på y.
{\displaystyle x^{2}+y^{2}=1,y>0\Leftrightarrow y={\sqrt {1-x^{2}}}}
{\displaystyle x^{2}+y^{2}=1,y<0\Leftrightarrow y=-{\sqrt {1-x^{2}}}}
Detta eftersom det för den implicita funktion som beskriver enhetscirkeln {\displaystyle x^{2}+y^{2}=1} ger exakt ett y-värde för varje x-värde i y>0 respektive y<0. För begränsningar på y inom vilket två y-värden fås för varje x-värde, som exempelvis  -0.5 < y < 0.3, är det omöjligt att beskriva en implicita funktionen som en enda explicit funktion y(x). 

Det som generellt avgör om en implicit funktion {\displaystyle f:r(a,x_{1},x_{2},...x_{n})=C} kan skrivas om som en enda explicit funktion {\displaystyle a(x_{1},x_{2},...x_{n})} i ett intervall {\displaystyle I=\{(a,x_{1},x_{2},...x_{n})\in \mathbb {R} ^{n+1}:r(a,x_{1},x_{2},...x_{n})=C\}} är om 
{\displaystyle f'_{a}\neq 0}  gäller för alla punkter i {\displaystyle I} , givet att f är kontinuerlig och kan deriveras med avseende på a.
Detta samband kallas allmänt för Implicita funktionssatsen och är en viktig regel att använda då man undersöker implicita funktioner. Deriveringen som används för att ta fram {\displaystyle f'_{a}} kallas för implicit derivering.
I enhetscirkelns fall ser man att {\displaystyle f'_{y}=2y} och att således är {\displaystyle f'_{y}=0} för y=0. Ett intervall på enhetscirkeln som innehåller en punkt som skär y=0 kan därmed inte skrivas med endast en explicit funktion y(x).

## Implicit differentiering
Det finns implicita funktioner som inte kan omvandlas till explicita form. Ett exempel på en sådan implicit funktion är
{\displaystyle y^{5}+y^{3}+2y=x}
För att ta fram derivatan av y med avseende på x kan man inte, som man annars gör, derivera ett explicit funktion y(x), 
utan måste använda implicit differentiering:
{\displaystyle 5y^{4}{\frac {dy}{dx}}+3y^{2}{\frac {dy}{dx}}+2{\frac {dy}{dx}}={\frac {dx}{dx}}.}
Utbrytning av dy/dx ger
{\displaystyle {\frac {dy}{dx}}(5y^{4}+3y^{2}+2)=1}
vilket ger lösningen
{\displaystyle {\frac {dy}{dx}}={\frac {1}{5y^{4}+3y^{2}+2}}.}